# 1021 Flammario
1021 Flammario este un asteroid din centura principală, descoperit pe 11 martie 1924, de Max Wolf.